# Корсунь (река)
Ко́рсунь (укр. Ко́рсунь) — река на Украине, протекает по территории Донецкой области, правый приток реки Крынки.
Вытекает из небольшого пруда, образованного родниками, восточнее микрорайона «Солнечный» в Калининском районе города Горловка (Украина, Донецкая область). По территории Донецкой области Украины протекает в пределах Горловского и Енакиевского городских советов. Сливаясь с рекой Булавинкой, образует реку Крынка возле села Верхняя Крынка (Донецкая область).

## Гидроним
Название Корсунь возникло, по-видимому, от татарского «кара су» — чёрная вода.

## Характеристика
Длина реки — 25 км. Площадь водосборного бассейна — 152 км². Уклон реки — 6,3 м/км. Русло извилистое, шириной в среднем течении 3-5 м. Глубина до 2 м. Дно илистое, на мелководных участках каменистое. Вода непрозрачна, замутнена. Покрывается льдом в конце декабря и вскрывается к середине февраля. Питание снеговое и дождевое, а также за счёт вод многочисленных подземных источников. В пределах Горловки река несёт серьезную техногенную нагрузку, в неё попадают стоки из ливневых очистных сооружений ряда крупных предприятий.
Русло реки зарегулировано несколькими прудами (Кировские, Гуеновский, Больничный, Горловское море). Вода используется для сельскохозяйственных и технических нужд. Вдоль русла реки расположены сельскохозяйственные земли.
В реке водятся: плотва, карась, сазан, черепаха, ужи, гадюки. Животный мир представлен зайцами, лисицами, птицами: дикая утка, серая цапля, некоторые виды куликов, куропаток, фазанов. Из хищников встречаются филин и болотный лунь.
Берега реки имеют почти непрерывное зелёное обрамление: тополь, ива, вяз и другие породы деревьев. Разнообразен травяной покров.

## Населённые пункты на реке
В своём верхнем течении река протекает по густонаселённой местности.
Населённые пункты Украины (вниз по течению): Горловка, Фёдоровка, Корсунь, Верхняя Крынка.

## Притоки
Притоки: Балка Рассоховатая (л), Балка Дубовая (п).